# Belyta elongata
Belyta elongata är en stekelart som beskrevs av Thomson 1858. Belyta elongata ingår i släktet Belyta, och familjen hyllhornsteklar. Arten är reproducerande i Sverige.